# Gradation
Gradation è il secondo album della cantante giapponese Takako Ohta, uscito il 16 dicembre 1984.

## Tracce
1. June nakaide (June泣かないで?) (testo: Hisayoshi Onda – musica: Etsuko Yamakawa)
2. Good-bye Mr. Ekisutora (Good-bye Mr.エキストラ?) (testo: Tomoko Aran – musica: Etsuko Yamakawa)
3. Fushiginokuni e tsuretette- (不思議の国へ連れてって?) (testo: Tomoko Aran – musica: Kunio Matsumura)
4. Koi wa Hurry Up (恋はHurry Up?) (testo: Tomoko Aran – musica: Masao Nakajima)
5. Misty Dreamer (Misty Dreamer?) (testo: Tomoko Aran – musica: Toshio Kamei)
6. Heartbreak Mistake (Heartbreak Mistake?) (testo: Tomoko Aran – musica: Toshio Kamei)
7. Hoshikuzu no emōshon (もう天使じゃない?) (testo: Yuho Iwasato – musica: Toshio Kamei)
8. Ryūsei shōkōgun (流星症候群?) (testo: Hisayoshi Onda – musica: Tsunehiro Izumi)
9. Wan nyan rabu kyōsō kyoku (ワン・ニャン・Love狂騒曲?) (testo: Tomoko Aran – musica: Masao Nakajima)
10. Otona ni narenai (大人になれない?) (testo: Tomoko Aran – musica: Yayoi Tanaka)

## Singoli
| Data             | A-side             | B-side           |
| ---------------- | ------------------ | ---------------- |
| 25 novembre 1984 | Heartbreak Mistake | Koi wa Hurry Up! |